# Mucuna birdwoodiana
Mucuna birdwoodiana är en ärtväxtart som beskrevs av William James Tutcher. Mucuna birdwoodiana ingår i släktet Mucuna och familjen ärtväxter. Inga underarter finns listade i Catalogue of Life.